# Self-verification theory
Selbstverifikation ist eine sozialpsychologische Theorie die behauptet, dass Menschen so verstanden und erlebt werden wollen, dass sie mit ihren eigenen fest verankerten Überzeugungen und Gefühlen von sich selbst übereinstimmen (eingeschlossen dem Selbstkonzept und Selbstwert). Sie ist eine der Motive, die Selbstevaluation zusammen mit Selbstaufwertung vorantreibt.
Weil dauerhafte Selbstkonzepte und Selbstwert eine wichtige Rolle im Verständnis der Welt spielen und ihr eine Kohärenz verleihen, sind Menschen daran interessiert, diese durch Selbstverifikation beizubehalten. Solche Strebsamkeiten bieten Stabilität im Leben, machen eigene Entscheidungen kohärenter, geordneter und verständlicher als sie anderenfalls wären. Selbstverifikationprozesse können ebenfalls auf Gruppen (auch mit diversem Hintergrund) und größere Gesellschaften angewandt werden. Dies führt dazu, dass der Einzelne vorhersehbarer und die soziale Interaktion vereinfacht wird. Bis Heute betätigen sich Menschen in einer Vielzahl von Aktivitäten, die darauf ausgelegt sind, Selbstverifikation zu erhalten.
Ausgehend von William Swann (1981) wuchs die Theorie aus vorausgehenden Arbeiten, welche annahmen, dass Menschen Selbstansichten so bilden, dass sie deren Reaktionen verstehen, vorhersehen und angemessen darauf reagieren können.

## Unterschiede zwischen positiven und negativen Selbstansichten
Es gibt individuelle Unterschiede bei den Selbstansichten, die Menschen von sich haben. Bei den Menschen, die eine positive Selbstansicht haben, arbeitet die Selbstverifikation zusammen mit einem anderen wichtigen Motiv, dem Wunsch nach positiven Bewertungen bzw. Selbstverbesserung. Beispielsweise würden Menschen, die sich als „einfühlsam“ bezeichnen, zustimmen, dass deren Motivation für Selbstverifikation und Selbstverbesserung dazu führt, dass sie bei anderen Menschen nach Anhaltspunkten für ihre eigene Einfühlsamkeit suchen.
Dagegen würden Menschen mit negativen Selbstansichten zustimmen, dass deren Wunsch nach Selbstverifikation und Selbstverbesserung zueinander im Konflikt stehen. Betrachten wir z. B. Personen, die sich selbst als unorganisiert beschreiben: Einerseits lässt ihr Wunsch nach Selbstverbesserung sie nach Anzeichen suchen, dass sie von anderen Menschen als organisiert erlebt werden. Andererseits suchen sie wegen ihrer Selbstverifikation auch nach Anzeichen, dass andere Menschen sie als unorganisiert wahrnehmen. Das Streben nach Selbstverifikation dominiert über die Selbstverbesserung, wenn Menschen ihrem Selbstkonzept sicher sind und/oder sie extrem depressive Selbstansichten haben.
Strebsamkeiten nach Selbstverifikation können unerwünschte Folgen für Menschen mit negativen Selbstansichten haben (depressive Menschen oder solche, die ein niedriges Selbstbewusstsein haben). Beispielsweise kann dies bei Menschen mit negativen Selbstansichten dazu führen, dass sie zu Partnern tendieren, die sie schlecht behandeln, ihre negativen Selbstansichten verstärken oder sie sogar misshandeln. Und falls Menschen mit negativen Selbstansichten eine Therapie aufsuchen, kann das anschließende Zurückkehren in einen Haushalt mit solch einem Partner dazu führen, dass der erreichte Fortschritt zunichtegemacht wird. Zudem kann am Arbeitsplatz das Gefühl von Wertlosigkeit, welches Menschen mit niedrigen Selbstbewusstsein plagt, eine Zwiespältigkeit zwischen dem Gefühl einer fairen Behandlung und dem Hang nach Forderung für Dinge, die sie verdient haben, fördern (Siehe Mobbing am Arbeitsplatz).
Diese und ähnliche Ergebnisse zeigen laut Swann und anderen Autoren auf, wie wichtig es ist, die Selbstansichten von denjenigen zu verbessern, die an niedrigem Selbstbewusstsein und Depressionen leiden.

## Auswirkungen auf das Verhalten
In mehreren Studien fragten Forscher Teilnehmer mit positivem und negativen Selbstansichten, ob sie lieber mit Bewertern zusammenarbeiten wollten, die vorteilhafte oder unvorteilhafte Eindrücke von ihnen hatten. Die Resultate zeigten, dass diese mit positiven Selbstansichten zu denen mit vorteilhaften Partnern tendierten und diese mit negativem Selbstansichten zu denen mit unvorteilhaften. Ein späteres Ergebnis zeigte zudem, dass Bestrebungen nach Selbstverifikation manchmal Strebungen nach Positivem dominierten.
Motive der Selbstverifikation arbeiten in verschiedenen Dimensionen des Selbstkonzepts und in vielen verschiedenen Situationen. Männer und Frauen sind gleich anfällig für solche Tendenzen und es spielt keine Rolle, ob Selbstansichten sich dabei auf veränderliche (z. B. Fleiß), unveränderliche (z. B. Intelligenz), hochpersönliche (z. B. Athletik) oder globale (z. B. Gefühl der Wertlosigkeit) Charakteristika bezieht. Des Weiteren war zu beobachten, dass, wenn Teilnehmer die unvorteilhaften über vorteilhaften Partner präferierten, es nicht allein daran lag, dass der Umgang mit positiven Bewertern vermieden werden sollte (aufgrund der Befürchtung, sie könnten den Bewerter enttäuschen). Stattdessen wählten die Teilnehmer auch dann die selbstverifizierenden, unvorteilhaften Partner, wenn sie als Alternative an einem andern Experiment teilnehmen konnten. Zudem haben neuere Veröffentlichungen gezeigt, dass Menschen daran arbeiten, Selbstansichten zu verifizieren, die mit ihrer Gruppe assoziiert werden. Zum Beispiel streben Frauen nach Bewertungen, die ihren Glauben bestätigen, dass sie weibliche Eigenschaften haben.
Theorien der Selbstverifikation vermuten, dass Menschen damit anfangen, die Bewertungen anderer zu gestalten, bevor sie überhaupt anfangen, mit ihnen zu interagieren. Dies wird z. B. dadurch erreicht, dass Identitätshinweise zur Schau gestellt werden (siehe Impressions-Management). Effektive Identitätshinweise ermöglichen Menschen möglichen Interaktionspartner zu signalisieren, wer sie sind.
- Physisches Aussehen wie Kleider und Körperhaltung sowie Benehmen:[13] Eine Person mit niedrigem Selbstbewusstsein zum Beispiel, die ihre negativen Selbstansichten bestätigen möchte, kann dies durch herabhängen der Schultern und auf den Boden gerichteten Blick bewirken.
- Andere Hinweise wie das Auto, das man kauft, oder das Haus, in dem man lebt sowie die Art, in der man seine Umwelt gestaltet: Der Erwerb eines SUV bewirkt z. B. Bewertungen, die die positiven Selbstansichten bestätigen.

Streben nach Selbstverifikation hat auch Einfluss auf den sozialen Kontext, den Menschen betreten und in dem sie verweilen. Menschen lehnen andere Personen ab, die ein soziales Feedback rückmelden, welches nicht ihren Selbstansichten entspricht. So stoßen verheiratete Personen, mit negativen Selbstansichten ihren Partner zurück, wenn dieser positive Ansichten von ihnen hat und vice versa. Hochschulabsolventen in Wohngemeinschaften zeigen ähnliches Verhalten. Menschen neigen mehr dazu, sich scheiden zu lassen, wenn ihr Partner ihnen zu sehr zugeneigt ist.
Wenn es Personen nicht gelingt, selbstverifizierende Reaktionen durch Identitätshinweise oder selbstverifizierende soziale Umgebungen zu bekommen, können diese dennoch durch systematisches Provozieren von Bewertungen erlangt werden. Beispielsweise könnte eine depressive Person sich negativ gegenüber ihrem Mitbewohner verhalten und dadurch erreichen, dass dieser sie zurückweist.
Die Theorie der Selbstverifikation prognostiziert, dass wenn Personen mit anderen interagieren, es eine generelle Tendenz gibt, diese dazu zu bringen, sie so zu sehen wie sie sich selbst sehen. Diese Tendenz tritt vor allem dann zum Vorschein, wenn angenommen wird, dass das Gegenüber einen falsch wahrgenommen hat. Anscheinend soll die Kompensation, durch die eingesetzte Arbeit, den anderen vom eigenen Selbstbild zu überzeugen, erreicht werden. Personen werden ggf. sogar die ihnen zugeteilte Arbeit abbrechen, wenn sie merken, dass die gebrachte Leistung nicht gewolltes, selbstverifizierendes Feedback hervorruft.

## Die Rolle der Neigung zur Bestätigung
Die Theorie der Selbstverifikation besagt, dass Personen der Umwelt eine stärkere Unterstützung der Selbstansichten zusprechen, als dies tatsächlich der Fall ist. Das bedeutet, dass Individuen Informationen voreingenommen verarbeiten. Diese Vorurteile können bewusst und durchdacht geschehen, es ist allerdings wahrscheinlicher, dass dies leicht und unbewusst passiert. Durch die kreative Verwendung dieser Prozesse ist es möglich, dass Personen dramatisch ihre Chancen auf den Erhalt von Selbstverifikation verbessern. Es gibt mindestens drei relevante Aspekte für die Informationsverarbeitung der Selbstverifikation:
1. Aufmerksamkeit: Menschen neigen dazu, bestätigenden Bewertungen mehr Aufmerksamkeit zu schenken, als solchen, die die eigene Selbstansicht nicht bestätigen.[19]
2. Erinnerungsvermögen: Es werden bevorzugt Erinnerungen aufgerufen, welche die Selbstansichten bestätigen.[20]
3. Interpretation von Information: Die gegebene Information wird so interpretiert, dass sie die Selbstansichten verstärkt.[21]

Diese unterschiedlichen Formen der Selbstverifikation werden häufig sequentiell angewandt. In einem beispielhaften Szenario würde eine Person zuerst nach einer anderen suchen, welche die eigenen Selbstansichten verifiziert. Wenn dies nicht gelingt, wird die Person sich stärker bemühen, diese Verifikation beim Gegenüber zu provozieren und/oder eine weitere Selbstansicht zu verifizieren. Wenn dies ebenfalls fehlschlägt, wird die Person versuchen, mehr Selbstverifikation in die Interaktion zu interpretieren, als eigentlich vorhanden ist. Sollte diese Strategie ebenfalls fehlschlagen, wird die Person sich vermutlich von der Beziehung zurückziehen (psychisch oder physisch).

## Ähnliche Prozesse

### Präferenz zum Neuen
Menschen neigen zu moderaten Formen von Neuheiten; sie wollen Phänomene erleben, die ungewöhnlich genug sind, um interessant zu sein, aber nicht so gewöhnlich, dass sie langweilig sind oder zu außergewöhnlich, um bedrohlich zu sein.
Die Implikationen, die sich aus der Präferenz für Neuheiten in menschlichen Beziehungen ergeben, sind nicht offensichtlich. Hinweise, dass Menschen ein Verlangen nach Neuem haben, kommen hauptsächlich von Studien, die sich mit der Reaktion von Menschen auf Kunstobjekte beschäftigt haben. Dies ist jedoch anders, wenn es sich um Menschen und deren soziale Beziehungen geht, da Menschen sich von gewöhnlichen Objekten bei Bedarf abwenden können, nicht aber bei Beziehungen. Wenn ein Kunstwerk überstimulierend wirkt, kann sich die Person einfach ab- und etwas anderem zuwenden. Menschen neigen wahrscheinlich dazu, eine Balance zwischen dem Wunsch nach Vorhersehbarkeit und Neuem zu finden, indem sie in kontrollierbaren Umgebungen nach Neuem suchen, bei dem Überraschungen nicht bedrohlich wirken (z. B. Freizeit). Nicht aber suchen Menschen in unkontrollierbaren Umgebungen nach Kohärenz und Vorhersehbarkeit.

### Spannungen mit der Selbstverbesserung
Das Streben nach Selbstverifikation neigt dazu am meisten beeinflussbar zu sein, wenn die relevanten Identitäten und Verhaltensweisen der Person besonders wichtig sind. Dies könnten zum Beispiel das Festhalten an der Selbstansicht sein, das Halten einer dauerhaften Beziehung und die Konsequenz des eigenen Verhaltens. Wenn diese Kondition nicht zutrifft, ist es wahrscheinlich, dass eine Person keine Sorgen hat, diese Selbstansichten beizubehalten; stattdessen wird sie wahrscheinlich nach Selbstverbesserung streben. Emotionale Reaktionen sind zudem eher mit Selbstverbesserung verknüpft als nachdenkliche Prozesse, die mit Selbstverifikation in Verbindung gebracht werden.
Dies heißt allerdings nicht, dass Personen mit negativen Selbstansichten, die nach Selbstverifikation streben, automatisch Masochisten sind oder keine Sehnsucht nach Zuneigung haben. Was Menschen mit negativen Selbstansichten ausmacht ist die Zwiespältigkeit zwischen den Bewertungen, die sie erhalten. Die positiven Bewertungen, welche Freude fördern, werden später durch Ungläubigkeit gedämpft. Und genauso fördern negative Bewertungen die Betrübnis einer Person, führen aber auch dazu, dass diese ihre Selbstkenntnis bestätigt. Glückliche Menschen mit negativen Selbstansichten sind eher die Ausnahme als die Regel. Obwohl dieses Ungleichgewicht im Großen und Ganzen auf die Gesellschaft übertragen werden kann, stellt es Forschern, die sich mit Selbstverifikation beschäftigen, eine Herausforderung dar. Personen, welche positive Selbstansichten haben, geben keinen Aufschluss darüber, ob das Verhalten der Menschen durch Selbstverifikation oder Positivität getrieben wird, da beide Motive sie nach positiven Bewertungen streben lassen. Wenn Forscher herausfinden möchten, ob Menschen Selbstverifizierung oder Positivität bevorzugen, müssen sie Menschen mit negativen Selbstansichten untersuchen.

### Änderung des Selbstkonzepts
Obwohl das Streben nach Selbstverifikation dazu führt, dass sich die Selbstansichten stabilisieren, können dennoch Änderungen vorkommen. Die wahrscheinlich üblichste Quelle für Veränderungen ist hierbei, wenn das soziale Umfeld bemerkt, dass sich das Alter der Person signifikant geändert hat. Damit ändern sich z. B. Status und soziale Rollen. Hierdurch behandelt die Gesellschaft die Person plötzlich auf andere Art und Weise. Nach einer gewissen Zeit kann die Interaktion mit der Gesellschaft dazu führen, dass die Selbstansichten wieder passend ausgerichtet werden.
Es ist auch möglich, dass Menschen selbst schlussfolgern, dass eine gegebene Selbstansicht dysfunktional oder obsolet ist und sich darum bemühen, dies zu ändern. Beispielsweise könnte eine Frau entscheiden, dass ihre negativen Selbstansichten sie in eine Beziehung mit einem sie misshandelnden Mann geführt haben, die sie toleriert. Wenn sie bemerkt, dass ihr Partner sie schlecht behandelt sucht sie evtl. nach einer Therapie. In den Händen eines Therapeuten könnte sie positive Selbstansichten entwickeln, welche sie wiederum in die Richtung von positiven Beziehungen führt. Ebenfalls ist es möglich, dass eine Frau mit unsicheren Ansichten über sich selbst eine Beziehung mit einem Partner eingeht, der sich sicher ist, dass sie es verdient, sich selbst unter einem positiven Gesichtspunkt zu sehen. Diese Frau würde dann wahrscheinlich ihre Selbstansichten positiv verbessern.

## Kritik
Kritiker argumentieren, dass Selbstverifikationsprozesse relativ selten sind und dass sie sich lediglich bei Menschen manifestieren, die eine sehr schlechte Selbstansicht haben. Um dies zu untermauern wurden hunderte Studien angeführt, aus denen hervorgeht, dass Menschen positive Bewertungen bevorzugen und suchen. Diese skeptischen Einschätzungen übersehen drei wichtige Punkte: Erstens, da die meisten Menschen relativ positive Selbstansichten haben, wird sich in einer nichtselektierten Stichprobe in der Realität eine Präferenz für positive Bewertungen ergeben, da für diese Kandidaten die Suche nach Selbstverifizierung und Positivität identisch ist. Studien mit Teilnehmern, die positive Selbstansichten haben, geben keinen Aufschluss darüber, ob Selbstverifikation- oder Selbstverbesserungbestreben öfter vorkommen. Zweitens, Strebsamkeiten nach Selbstverifikation sind nicht limitiert auf Personen mit global-negativen Selbstansichten; auch Menschen mit hohem Selbstwert suchen nach negativen Bewertungen bei ihren Schwachstellen. Drittens, selbst Menschen mit positiven Selbstansichten fühlen sich bei überschwänglichen positiven Bewertungen unwohl. Zum Beispiel ziehen sich Menschen mit moderat positiven Selbstansichten von ihrem Ehepartner zurück, wenn dieser sie außergewöhnlich positiv bewertet.
Weitere Kritiker führen an, dass, wenn Menschen mit negativen Selbstansichten nach negativen Bewertungen streben, sie dies tun, um noch schlechtere negative Bewertungen in der Zukunft zu vermeiden. Tests für diese Idee konnten dies jedoch nicht bestätigen. So wählten zum Beispiel Menschen mit negativen Selbstansichten selbstverifizierende negative Bewerter, wenn sie alternativ an einem anderen Experiment teilnehmen konnten, und sie wählten das andere Experiment, wenn sie mit jemandem interagieren sollten, der sie positiv bewertete. Ebenfalls sind Menschen mit negativen Selbstansichten besonders zu solchen Partnern zugeneigt, die sie negativ bewerten; obwohl es relativ unwahrscheinlich ist, dass diese ihnen eine Verbesserung ihrer Selbsteinschätzung ermöglichen.